# Tabel cu capacități termice specifice
În expresia capacitate termică specifică prin termenul specifică se înțelege capacitatea termică a unei unități dintr-un material. Unitatea poate fi masică, volumică, molară sau alte unități. Datorită ambiguității, în loc de termenul capacitate termică specifică se preferă termenii capacitate termică masică, capacitate termică volumică, capacitate termică molară, respectiv altă denumire care precizează sensul expresiei.
În lipsa altor precizări, prin capacitatea termică specifică se înțelege capacitate termică masică, a cărei unitate de măsură în sistemul internațional de unități (SI) este J/kg K. Capacitatea termică masică este mărimea folosită uzual în tehnică.
Capacitatea termică volumică este raportul dintre capacitate termică și unitatea de volum. Unitatea de măsură în SI este J/m3 K. Capacitatea termică volumică CV (a nu se confunda cu capacitatea termică masică la volum constant, cV) este mărimea folosită uzual în construcții. Relația dintre capacitatea termică volumică și cea masică este:
{\displaystyle C_{V}=\rho c}
unde {\displaystyle \rho } este densitatea substanței, iar c este capacitatea termică masică. Cel puțin pentru solide, capacitatea termică volumică este în jurul valorii de 3 MJ/m3 K:
{\displaystyle \rho c_{p}\simeq 3} MJ/m3 K
Capacitatea termică molară este raportul dintre capacitate termică și unitatea de substanță. Unitatea de măsură în SI este J/mol K. Capacitatea termică molară este mărimea folosită uzual în chimie. Relația dintre capacitatea termică molară și cea masică este:
{\displaystyle C_{M}=Mc}
unde M este masa molară a substanței, iar c este capacitatea termică masică.
Solidele și lichidele sunt practic incompresibile. Ca urmare, capacitatea lor termică nu depinde practic de presiune, fiind aceeași indiferent de condițiile de presiune în care se face determinarea. Gazele sunt compresibile, motiv pentru care se definesc capacitatea termică masică la presiune constantă, cp, respectiv la volum constant, cV. Acestea sunt legate între ele prin relația lui Mayer:
{\displaystyle c_{p}-c_{V}=R/M}
unde R este constanta universală a gazului ideal, în J/mol K. Deci este suficientă determinarea uneia dintre capacitățile termice, uzual (mai comodă) determinarea capacității termice la volum constant. De reținut că valorile molare deosebit de mari pentru parafină, benzină, apă și amoniac, rezultă din calcularea capacităților termice molare în funcție de masa molară a moleculelor lor. Dacă capacitatea termică molară este exprimată pe mol de atomi din aceste substanțe, niciuna dintre valorile la volum constant nu depășește mult limita Dulong–Petit teoretică de 25 J/mol K = 3 R pe mol de atomi. De exemplu, parafina are molecule foarte mari, prin urmare o capacitate termică molară mare, dar ca substanță nu are o capacitate termică remarcabilă, care este doar 1,41 R per mol de atomi, sau mai puțin de jumătate decât majoritatea solidelor, în funcție de capacitate termică per atom. Limita Dulong–Petit explică, de asemenea, de ce substanțele dense, cum ar fi plumbul, care au atomi foarte grei, au o capacitate termică foarte mică. În ultima coloană a tabelului următor, abaterile majore ale solidelor de la valoarea preconizată de legea Dulong–Petit, de 3 R la temperaturi normale, se datorează de obicei greutății atomice mici plus forței mari de legătură (ca în diamant), care determină unele moduri de vibrație să aibă prea multă energie pentru a mai putea a stoca energia termică la temperatura măsurată. Pentru gaze, abaterea de la 3 R pe mol de atomi se datorează, în general, la doi factori:
- eșecul la moleculele de gaz de a fi excitate la temperatura camerei datorită modurilor de vibrație cu distanță cuantică mai mare, și
- pierderea gradului de libertate a energiei potențiale la moleculele mici de gaz deoarece majoritatea atomilor lor nu sunt legați compact în spațiu de alți atomi, așa cum se întâmplă în multe solide.

Capacitatea termică specifică depinde de temperatură, iar la gaze și de presiune. Dacă nu se specifică altfel, valorile din tabelul următor sunt în condiții astandard (25 °C, 100 kPa). Pentru alte temperaturi și presiuni valorile se obțin din tabele sau recalculează cu relații care se găsesc în literatura de sprecialitate.
| Substanță        | Fază   | Masă molară | Capacitate termică masică la presiune constantă A cp kJ/kg K | Capacitate termică molară, CM,p și CM,V J/mol K | Capacitate termică molară, CM,p și CM,V J/mol K | Capacitate termică volumică la presiune constantă CV,p kJ/m3 K | Capacitate termică molară pe atom la volum constant A CM,ma 1/mol-atom |
| Substanță        | Fază   | Masă molară | Capacitate termică masică la presiune constantă A cp kJ/kg K | la p const.                                     | la V const.                                     | Capacitate termică volumică la presiune constantă CV,p kJ/m3 K | Capacitate termică molară pe atom la volum constant A CM,ma 1/mol-atom |
| ---------------- | ------ | ----------- | ------------------------------------------------------------ | ----------------------------------------------- | ----------------------------------------------- | -------------------------------------------------------------- | ---------------------------------------------------------------------- |
| Actiniu          | solid  | 227         | 0,120                                                        | 27,20                                           |                                                 |                                                                | 3,27 R                                                                 |
| Aluminiu         | solid  | 26,98       | 0,897                                                        | 24,20                                           |                                                 | 2422                                                           | 2,91 R                                                                 |
| Americiu         | solid  | 243         | 0,106                                                        | 25,86                                           |                                                 |                                                                | 3,11 R                                                                 |
| Argint           | solid  | 107,87      | 0,231                                                        | 25,35                                           |                                                 | 2440                                                           | 3,05 R                                                                 |
| Argon            | gaz    | 39,95       | 0,522                                                        | 20,834                                          | 12,479                                          |                                                                | 2,50 R                                                                 |
| Arsen            | solid  | 74,92       | 0,329                                                        | 24,64                                           |                                                 | 1878                                                           | 2,96 R                                                                 |
| Astatin          | solid  | 210         |                                                              | N/A                                             |                                                 |                                                                |                                                                        |
| Aur              | solid  | 196,97      | 0,129                                                        | 25,42                                           |                                                 | 2492                                                           | 3,06 R                                                                 |
| Azot (N2)        | gaz    | 28,01       | 1,040                                                        | 29,171                                          | 20,818                                          |                                                                | 1,75 R                                                                 |
| Bariu            | solid  | 137,33      | 0,205                                                        | 28,10                                           |                                                 |                                                                | 3,38 R                                                                 |
| Beriliu          | solid  | 9,012       | 1,816                                                        | 16,37                                           |                                                 | 3,367                                                          | 1,97 R                                                                 |
| Berkeliu         | solid  | 247         |                                                              | N/A                                             |                                                 |                                                                |                                                                        |
| Bismut           | solid  | 208,98      | 0,123                                                        | 25,52                                           |                                                 | 1200                                                           | 3,07 R                                                                 |
| Bohriu           | solid  | 272         |                                                              | N/A                                             |                                                 |                                                                |                                                                        |
| Bor              | solid  | 10,81       | 1,037                                                        | 11,21                                           |                                                 |                                                                | 1,35 R                                                                 |
| Brom             | gaz    | 79,90       | 0,260                                                        | 20,79                                           |                                                 |                                                                | 2,50 R                                                                 |
| Cadmiu           | solid  | 112,41      | 0,231                                                        | 25,98                                           |                                                 | 2000                                                           | 3,12 R                                                                 |
| Calciu           | solid  | 40,08       | 0,467                                                        | 25,95                                           |                                                 |                                                                | 3,12 R                                                                 |
| Californiu       | solid  | 251         |                                                              | N/A                                             |                                                 |                                                                |                                                                        |
| Carbon (Diamant) | solid  | 12,01       | 0,547                                                        | 6,57                                            |                                                 | 1782                                                           | 0,79 R                                                                 |
| Carbon (Grafit)  | solid  | 12,01       | 0,685                                                        | 8,23                                            |                                                 | 1534                                                           | 0,99 R                                                                 |
| Ceriu            | solid  | 140,12      | 0,192                                                        | 26,94                                           |                                                 |                                                                | 3,24 R                                                                 |
| Cesiu            | solid  | 132,91      | 0,242                                                        | 32,23                                           |                                                 |                                                                | 3,88 R                                                                 |
| Clor (Cl2)       | gaz    | 70,91       | 0,479                                                        | 33,94                                           |                                                 |                                                                | 2,04 R                                                                 |
| Cobalt           | solid  | 58,93       | 0,421                                                        | 24,80                                           |                                                 |                                                                | 2,98 R                                                                 |
| Crom             | solid  | 52,00       | 0,451                                                        | 23,43                                           |                                                 | 3210                                                           | 2,82 R                                                                 |
| Cupru            | solid  | 63,55       | 0,517                                                        | 32,84                                           |                                                 | 3450                                                           | 3,95 R                                                                 |
| Curiu            | solid  | 247         | 0,112                                                        | 27,70                                           |                                                 |                                                                | 3,33 R                                                                 |
| Darmstadtiu      | solid  | 267         |                                                              | N/A                                             |                                                 |                                                                |                                                                        |
| Disprosiu        | solid  | 162,50      | 0,173                                                        | 28,16                                           |                                                 |                                                                | 3,39 R                                                                 |
| Dubniu           | solid  | 268         |                                                              | N/A                                             |                                                 |                                                                |                                                                        |
| Erbiu            | solid  | 167,26      | 0,168                                                        | 28,12                                           |                                                 |                                                                | 3,38 R                                                                 |
| Einsteiniu       | solid  | 252         |                                                              | N/A                                             |                                                 |                                                                |                                                                        |
| Europiu          | solid  | 151,96      | 0,182                                                        | 27,66                                           |                                                 |                                                                | 3,33 R                                                                 |
| Fermiu           | solid  | 257         |                                                              | N/A                                             |                                                 |                                                                |                                                                        |
| Fier             | solid  | 55,84       | 0,449                                                        | 25,09                                           |                                                 | 3537                                                           | 3,02 R                                                                 |
| Fluor (F2)       | gaz    | 38,00       | 0,825                                                        | 31,336                                          | 22,988                                          |                                                                | 1,88 R                                                                 |
| Fosfor           | solid  | 30,97       | 0,684                                                        | 21,19                                           |                                                 |                                                                | 2,55 R                                                                 |
| Franciu          | solid  | 223         | 0,142                                                        | 31,70                                           |                                                 |                                                                | 3,81 R                                                                 |
| Gadoliniu        | solid  | 157,25      | 0,172                                                        | 27,03                                           |                                                 |                                                                | 3,25 R                                                                 |
| Galiu            | solid  | 69,72       | 0,373                                                        | 26,03                                           |                                                 |                                                                | 3,13 R                                                                 |
| Germaniu         | solid  | 72,64       | 0,322                                                        | 23,36                                           |                                                 |                                                                | 2,81 R                                                                 |
| Hafniu           | solid  | 178,49      | 0,144                                                        | 25,70                                           |                                                 |                                                                | 3,09 R                                                                 |
| Hassiu           | solid  | 270         |                                                              | N/A                                             |                                                 |                                                                |                                                                        |
| Heliu            | gaz    | 4,003       | 5,193                                                        | 20,786                                          | 12,473                                          |                                                                | 2,50 R                                                                 |
| Hidrogen (H2)    | gaz    | 2,016       | 14,31                                                        | 28,840                                          | 20,521                                          |                                                                | 1,73 R                                                                 |
| Holmiu           | solid  | 164,93      | 0,165                                                        | 27,15                                           |                                                 |                                                                | 3,27 R                                                                 |
| Indiu            | solid  | 114,82      | 0,233                                                        | 26,74                                           |                                                 |                                                                | 3,22 R                                                                 |
| Iod (I2)         | solid  | 253,81      | 0,214                                                        | 54,43                                           |                                                 |                                                                | 3,27 R                                                                 |
| Iridiu           | solid  | 192,2       | 0,131                                                        | 25,10                                           |                                                 |                                                                | 3,02 R                                                                 |
| Kripton          | gaz    | 83,80       | 0,248                                                        | 20,79                                           |                                                 |                                                                | 2,50 R                                                                 |
| Lantan           | solid  | 138,91      | 0,195                                                        | 27,11                                           |                                                 |                                                                | 3,26 R                                                                 |
| Lawrenciu        | solid  | 262         |                                                              | N/A                                             |                                                 |                                                                |                                                                        |
| Litiu            | solid  | 6,941       | 3,552                                                        | 24,65                                           |                                                 | 1912                                                           | 2,96 R                                                                 |
| Litiu la 180 °C  | solid  | 6,941       | 4,233                                                        | 29,39 A                                         |                                                 |                                                                | 3,53 R                                                                 |
| Litiu la 181 °C  | lichid | 6,941       | 4,379                                                        | 30,39                                           |                                                 | 2242                                                           | 3,66 R                                                                 |
| Lutețiu          | solid  | 174,97      | 0,154                                                        | 26,86                                           |                                                 |                                                                | 3,23 R                                                                 |
| Magneziu         | solid  | 24,31       | 1,022                                                        | 24,85                                           |                                                 | 1773                                                           | 2,99 R                                                                 |
| Mangan           | solid  | 54,94       | 0,478                                                        | 26,26                                           |                                                 |                                                                | 3,16 R                                                                 |
| Meitneriu        | solid  | 276         |                                                              | N/A                                             |                                                 |                                                                |                                                                        |
| Mendeleeviu      | solid  | 258         |                                                              | N/A                                             |                                                 |                                                                |                                                                        |
| Mercur           | lichid | 200,59      | 0,1395                                                       | 27,98                                           |                                                 | 1888                                                           | 3,37 R                                                                 |
| Molibden         | solid  | 95,96       | 0,249                                                        | 23,91                                           |                                                 |                                                                | 2,88 R                                                                 |
| Neodim           | solid  | 144,24      | 0,190                                                        | 27,45                                           |                                                 |                                                                | 3,30 R                                                                 |
| Neon             | gaz    | 20,18       | 1,030                                                        | 20,791                                          | 12,473                                          |                                                                | 2,50 R                                                                 |
| Neptuniu         | solid  | 237         | 0,125                                                        | 29,62                                           |                                                 |                                                                | 3,56 R                                                                 |
| Nichel           | solid  | 58,69       | 0,442                                                        | 25,97                                           |                                                 |                                                                | 3,12 R                                                                 |
| Niobiu           | solid  | 92,91       | 0,266                                                        | 24,75                                           |                                                 |                                                                | 2,98 R                                                                 |
| Nobeliu          | solid  | 259         |                                                              | N/A                                             |                                                 |                                                                |                                                                        |
| Osmiu            | solid  | 190,23      | 0,130                                                        | 24,70                                           |                                                 |                                                                | 2,97 R                                                                 |
| Oxigen           | gaz    | 32,00       | 0,920                                                        | 29,43                                           | 21,07                                           |                                                                | 1,77 R                                                                 |
| Oganesson        | solid  | 294         |                                                              | N/A                                             |                                                 |                                                                |                                                                        |
| Paladiu          | solid  | 106,42      | 0,244                                                        | 25,98                                           |                                                 |                                                                | 3,12 R                                                                 |
| Platină          | solid  | 195,08      | 0,133                                                        | 25,86                                           |                                                 |                                                                | 3,11 R                                                                 |
| Plumb            | solid  | 207,2       | 0,130                                                        | 26,84                                           |                                                 | 1440                                                           | 3,23 R                                                                 |
| Plutoniu         | solid  | 244         | 0,134                                                        | 32,80                                           |                                                 |                                                                | 3,94 R                                                                 |
| Poloniu          | solid  | 209         | 0,123                                                        | 25,75                                           |                                                 |                                                                | 3,10 R                                                                 |
| Potasiu          | solid  | 39,10       | 0,756                                                        | 29,57                                           |                                                 |                                                                | 3,56 R                                                                 |
| Praseodim        | solid  | 140,91      | 0,193                                                        | 27,20                                           |                                                 |                                                                | 3,27 R                                                                 |
| Promețiu         | solid  | 145         | 0,185                                                        | 26,81                                           |                                                 |                                                                | 3,22 R                                                                 |
| Protactiniu      | solid  | 231,04      | 0,118                                                        | 27,20                                           |                                                 |                                                                | 3,27 R                                                                 |
| Radiu            | solid  | 226         | 0,114                                                        | 25,76                                           |                                                 |                                                                | 3,10 R                                                                 |
| Radon            | gaz    | 222         | 0,094                                                        | 20,79                                           |                                                 |                                                                | 2,50 R                                                                 |
| Reniu            | solid  | 186,21      | 0,137                                                        | 25,48                                           |                                                 |                                                                | 3,06 R                                                                 |
| Rodiu            | solid  | 102,91      | 0,243                                                        | 24,98                                           |                                                 |                                                                | 3,00 R                                                                 |
| Rubidiu          | solid  | 85,47       | 0,363                                                        | 31,03                                           |                                                 |                                                                | 3,73 R                                                                 |
| Ruteniu          | solid  | 101,07      | 0,238                                                        | 24,06                                           |                                                 |                                                                | 2,89 R                                                                 |
| Rutherfordiu     | solid  | 265         |                                                              | N/A                                             |                                                 |                                                                |                                                                        |
| Samariu          | solid  | 150,36      | 0,196                                                        | 29,54                                           |                                                 |                                                                | 3,55 R                                                                 |
| Scandiu          | solid  | 44,96       | 0,568                                                        | 25,52                                           |                                                 |                                                                | 3,07 R                                                                 |
| Seaborgiu        | solid  | 271         |                                                              | N/A                                             |                                                 |                                                                |                                                                        |
| Seleniu          | solid  | 78,96       | 0,321                                                        | 25,36                                           |                                                 |                                                                | 3,05 R                                                                 |
| Siliciu          | solid  | 28,09       | 0,712                                                        | 19,99                                           |                                                 |                                                                | 2,40 R                                                                 |
| Sodiu            | solid  | 22,99       | 1,224                                                        | 28,15                                           |                                                 | 1190                                                           | 3,39 R                                                                 |
| Staniu           | solid  | 118,71      | 0,227                                                        | 26,99                                           |                                                 | 1659                                                           | 3,26 R                                                                 |
| Stibiu           | solid  | 121,76      | 0,207                                                        | 25,23                                           |                                                 | 1386                                                           | 3,03 R                                                                 |
| Stronțiu         | solid  | 87,62       | 0,306                                                        | 26,79                                           |                                                 |                                                                | 3,22 R                                                                 |
| Sulf             | solid  | 32,06       | 0,708                                                        | 22,70                                           |                                                 |                                                                | 2,23 R                                                                 |
| Tantal           | solid  | 180,95      | 0,140                                                        | 25,30                                           |                                                 |                                                                | 3,04 R                                                                 |
| Taliu            | solid  | 204,38      | 0,129                                                        | 26,32                                           |                                                 |                                                                | 3,17 R                                                                 |
| Technețiu        | solid  | 98          | 0,264                                                        | 25,88                                           |                                                 |                                                                | 3,11 R                                                                 |
| Telur            | solid  | 127,60      | 0,202                                                        | 25,73                                           |                                                 |                                                                | 3,09 R                                                                 |
| Terbiu           | solid  | 158,93      | 0,182                                                        | 28,91                                           |                                                 |                                                                | 3,48 R                                                                 |
| Titan            | solid  | 47,87       | 0,527                                                        | 25,23                                           |                                                 | 2638,4                                                         | 3,03 R                                                                 |
| Toriu            | solid  | 232,04      | 0,118                                                        | 27,32                                           |                                                 |                                                                | 3,29 R                                                                 |
| Tuliu            | solid  | 168,93      | 0,160                                                        | 27,03                                           |                                                 |                                                                | 3,25 R                                                                 |
| Uraniu           | solid  | 238,03      | 0,116                                                        | 27,66                                           |                                                 | 2216                                                           | 3,33 R                                                                 |
| Vanadiu          | solid  | 50,94       | 0,490                                                        | 24,94                                           |                                                 |                                                                | 3,00 R                                                                 |
| Wolfram          | solid  | 183,84      | 0,132                                                        | 24,31                                           |                                                 | 2580                                                           | 2,98 R                                                                 |
| Xenon            | solid  | 131,29      | 0,158                                                        | 20,79                                           |                                                 |                                                                | 2,50 R                                                                 |
| Yterbiu          | solid  | 173,05      | 0,155                                                        | 26,74                                           |                                                 |                                                                | 3,22 R                                                                 |
| Ytriu            | solid  | 88,91       | 0,298                                                        | 26,53                                           |                                                 |                                                                | 3,19 R                                                                 |
| Zinc             | solid  | 65,38       | 0,388                                                        | 25,39                                           |                                                 | 2760                                                           | 3,03 R                                                                 |
| Zirconiu         | solid  | 91,22       | 0,276                                                        | 25,19                                           |                                                 |                                                                | 3,03 R                                                                 |

A Valori calculate
| Substanță                           | Fază    | Masă molară | Capacitate termică masică la p = const. A cp J/g K | Capacitate termică molară, CM,p și CM,V J/mol K | Capacitate termică molară, CM,p și CM,V J/mol K | Densitate ρ kg/m3 | Capacitate termică volumică la p = const. A CV,p kJ/m3 K |
| Substanță                           | Fază    | Masă molară | Capacitate termică masică la p = const. A cp J/g K | la p const.                                     | la V const.                                     | Densitate ρ kg/m3 | Capacitate termică volumică la p = const. A CV,p kJ/m3 K |
| ----------------------------------- | ------- | ----------- | -------------------------------------------------- | ----------------------------------------------- | ----------------------------------------------- | ----------------- | -------------------------------------------------------- |
| Aer (uscat)                         | gaz     | 28,96       | 1,006                                              | 29,14                                           | 20,78                                           | 1,225             | 1,297                                                    |
| Aer (condiții medii din locuințe B) | gaz     | 28,84       | 1,012                                              | 29,19                                           | 20,85                                           | 1,20              | 1,21                                                     |
| Amoniac                             | lichid  | 17,03       | 2,162                                              | 36,822                                          | 27,974                                          | 694               | 1501                                                     |
| Apă la −10 °C (gheață)              | solid   | 18,015      | 2,048                                              | 36,9                                            |                                                 | 917               | 1878                                                     |
| Apă la 25 °C                        | lichid  | 18,015      | 4,1814                                             | 75,328                                          | 74,359                                          | 997               | 4169                                                     |
| Apă la 99,6 ° (la saturație)        | lichid  | 18,015      | 4,215                                              | 75,938                                          | 67,921                                          | 959               | 4041                                                     |
| Apă la 99,6 °C (abur saturat)       | gaz     | 18,015      | 2,078                                              | 37,444                                          | 28,010                                          | 0,590             | 1,227                                                    |
| Dioxid de carbon CO2                | gaz     | 44,01       | 0,851                                              | 37,442                                          | 28,935                                          | 1,784             | 1,518                                                    |
| Dioxid de siliciu (cuarț)           | solid   | 60,08       | 0,742                                              | 44,57                                           |                                                 | 2650              | 1966                                                     |
| Etanol                              | lichid  | 46,07       | 2,440                                              | 112,4                                           |                                                 | 789,4             | 1926                                                     |
| Granit                              | solid   |             | 0,790                                              |                                                 |                                                 | 2750              | 2170                                                     |
| Hidrogen sulfurat H2S               | gaz     | 34,08       | 1,014                                              | 34,552                                          | 25,963                                          | 1,385             | 1,404                                                    |
| Metan                               | gaz     | 16,04       | 2,222                                              | 35,64                                           | 27,41                                           | 0,647             | 1,438                                                    |
| Metanol                             | lichid  | 32,04       | 2,535                                              | 81,21                                           | 67,53                                           | 765,9             | 1942                                                     |
| Octan (benzină)                     | lichid  | 114,23      | 2,228                                              | 254,46                                          | 204,14                                          | 698,6             | 1556                                                     |
| Oțel carbon                         | solid   | 55,4        | 0,466 ... 0,49                                     |                                                 |                                                 | ≈7850             | ≈3750                                                    |
| Sare topită C                       | lichid  |             | 1,560                                              |                                                 |                                                 | 1,680             | 2620                                                     |
| Țesut animal (incl. uman)           | amestec |             | 3,5                                                |                                                 |                                                 |                   | 3700 D                                                   |

A Valori calculate
B Se admite altitudinea de 194 de metri deasupra nivelului mării (media mondială a altitudinii zonelor populate), temperatura în interior de 23 °C, punct de rouă la 9 °C (40,85% umiditate relativă) și presiunea corectată altimetric față de cea de la nivelul mării, de 760 mmHg (conținut molar de uniditate = 1,16 %).
C 50 % KNO3, 40 % NaNO2, 7 % NaNO3, masic la 142–540 °C.
D Obținut prin calcul, pentru țesuturi bogate în apă, cum ar fi creierul. Media țesuturilor mamiferelor este c. 2,9 J/cm3 K

## Capacitatea termică masică pentru materiale de construcții
| Substanță           | Fază   | cp J/kg K            |
| ------------------- | ------ | -------------------- |
| Apă                 | lichid | 4181,4               |
| Asfalt              | solid  | 1800                 |
| Beton               | solid  | 840 ... 0,92         |
| Cărămidă            | solid  | 800 ... 0,92         |
| Gips                | solid  | 1000 ... 1,09        |
| Granit              | solid  | 790                  |
| Lemn                | solid  | 1700 (1200 ... 2800) |
| Marmură, mica       | solid  | 880                  |
| Nisip               | solid  | 800 ... 1000         |
| Sol uscat           | solid  | 800                  |
| Sticlă, silice      | solid  | 840                  |
| Sticlă, crown       | solid  | 670                  |
| Sticlă, flint       | solid  | 503                  |
| Sticlă, borosilicat | solid  | 753                  |
| Vată de sticlă      | solid  | 840                  |

## Corpul uman
Capacitatea termică masică a corpului uman calculată din valorile măsurate ale țesuturilor individuale este de 2980 J/kg K. Acesta este cu 17 % mai mică decât aceea mai mare larg utilizată anterior, de 3470 J/kg K. Contribuția mușchilor la capacitatea termică a corpului este de aproximativ 47 %, iar contribuția grăsimii și a pielii este de aproximativ 24 %. Capacitatea termică masică a țesuturilor variază de la ~700 J/kg K pentru dinte (smalț) până la 4200 J/kg K pentru ochi (sclerotică).